# العلاقات اليابانية النيوزيلندية
العلاقات اليابانية النيوزيلندية هي العلاقات الثنائية التي تجمع بين اليابان ونيوزيلندا.

## مقارنة بين البلدين
هذه مقارنة عامة ومرجعية للدولتين:
| وجه المقارنة                                              | اليابان         | نيوزيلندا                                              |
| --------------------------------------------------------- | --------------- | ------------------------------------------------------ |
| المساحة (كم2)                                             | 377.97 ألف      | 268.02 ألف                                             |
| عدد السكان (نسمة)                                         | 126.79 مليون    | 4.24 مليون                                             |
| الكثافة السكانية (ن./كم²)                                 | 335.45          | 15.82                                                  |
| العاصمة                                                   | طوكيو           | ويلينغتون، أوكلاند                                     |
| اللغة الرسمية                                             | اللغة اليابانية | لغة إنجليزية، اللغة الماورية، لغة الإشارة النيوزيلندية |
| العملة                                                    | ين ياباني       | دولار نيوزيلندي، الجنيه النيوزيلندي                    |
| الناتج المحلي الإجمالي (بليون دولار)                      | 4.87 تريليون    | 205.85 مليار                                           |
| الناتج المحلي الإجمالي (تعادل القوة الشرائية) بليون دولار | 5.18 تريليون    |                                                        |
| الناتج المحلي الإجمالي الاسمي للفرد دولار أمريكي          | 34.52 ألف       |                                                        |
| الناتج المحلي الإجمالي للفرد دولار أمريكي                 | 36.62 ألف       |                                                        |
| مؤشر التنمية البشرية                                      | 0.903           | 0.914                                                  |
| رمز المكالمات الدولي                                      | +81             | +64                                                    |
| رمز الإنترنت                                              | .jp             | .nz                                                    |
| المنطقة الزمنية                                           | توقيت اليابان   | ت ع م+13:00، ت ع م+12:00                               |

## مدن متوأمة
في ما يلي قائمة باتفاقيات التوأمة بين مدن يابانية ونيوزيلندية:
- ترتبط بيبو مع روتوروا باتفاقية توأمة.
- ترتبط ميازو مع نيلسون باتفاقية توأمة منذ 7 مايو 1976.
- ترتبط شيناغاوا مع أوكلاند باتفاقية توأمة.
- ترتبط مينوه مع لور هوت باتفاقية توأمة.
- ترتبط نيشيو مع بوريريوا [الإنجليزية]‏ باتفاقية توأمة.
- ترتبط كوراشيكي مع كرايستشرش باتفاقية توأمة.
- ترتبط فوكوكا مع Auckland City [الإنجليزية]‏ باتفاقية توأمة منذ 8 فبراير 2006.
- ترتبط تاتسونو مع Waitomo District [الإنجليزية]‏ باتفاقية توأمة.
- ترتبط أوتارو مع دنيدن باتفاقية توأمة.
- ترتبط ساكاي مع Wellington City  [لغات أخرى]‏ باتفاقية توأمة.
- ترتبط ماسودا مع كوينزتاون باتفاقية توأمة.
- ترتبط أوتسونوميا مع أوكلاند باتفاقية توأمة منذ 1995.[13][14][15][13]
- ترتبط توميوكا [الإنجليزية]‏ مع أوكلاند باتفاقية توأمة.
- ترتبط هاكونه مع تاوبو [الإنجليزية]‏ باتفاقية توأمة.
- ترتبط هاتسوکايجي مع ماسترتون [الإنجليزية]‏ باتفاقية توأمة.
- ترتبط سايتاما مع هاميلتون باتفاقية توأمة.
- ترتبط كاكوغاوا مع أوكلاند باتفاقية توأمة.

## منظمات دولية مشتركة
يشترك البلدان في عضوية مجموعة من المنظمات الدولية، منها:
| علم المنظمة | اسم المنظمة                                      | تاريخ انضمام اليابان | تاريخ انضمام نيوزيلندا |
| ----------- | ------------------------------------------------ | -------------------- | ---------------------- |
|             | منظمة التعاون الاقتصادي والتنمية                 | ?                    | ?                      |
|             | منتدى التعاون الاقتصادي لدول آسيا والمحيط الهادئ | 6 نوفمبر 1989        | 6 نوفمبر 1989          |
|             | منظمة التجارة العالمية                           | ?                    | ?                      |
|             | الاتحاد البريدي العالمي                          | ?                    | ?                      |
|             | منتدى آسيان الإقليمي ‏                            | ?                    | ?                      |
|             | الوكالة الدولية للطاقة                           | ?                    | ?                      |
|             | مجموعة الموردين النوويين                         | ?                    | ?                      |
|             | يونسكو                                           | 2 يوليو 1951         | 4 نوفمبر 1946          |
|             | الفريق المعني برصد الأرض                         | ?                    | ?                      |
|             | مؤسسة التمويل الدولية                            | 20 يوليو 1956        | 31 أغسطس 1961          |
|             | المركز الدولي لتسوية المنازعات الاستشارية        | 16 سبتمبر 1967       | 2 مايو 1980            |
|             | بنك التنمية الآسيوي                              | 1966                 | 1966                   |
|             | منظمة حظر الأسلحة الكيميائية                     | ?                    | ?                      |
|             | مؤسسة التنمية الدولية                            | 27 ديسمبر 1960       | 1 أكتوبر 1974          |
|             | مجموعة أستراليا                                  | 1985                 | 1985                   |
|             | نظام تحكم تكنولوجيا القذائف                      | 1987                 | 1991                   |
|             | وكالة ضمان الاستثمار متعدد الأطراف               | 12 أبريل 1988        | 22 أبريل 2008          |
|             | الاتحاد الدولي للاتصالات                         | 29 يناير 1879        | 3 يونيو 1878           |
|             | منظمة الشرطة الجنائية الدولية                    | ?                    | ?                      |
|             | الأمم المتحدة                                    | 18 ديسمبر 1956       | 24 أكتوبر 1945         |
|             | البنك الدولي للإنشاء والتعمير                    | 13 أغسطس 1952        | 31 أغسطس 1961          |
|             | المنظمة الهيدروغرافية الدولية                    | ?                    | ?                      |

## وصلات خارجية
- موقع وزارة الخارجية اليابانية
- موقع وزارة الخارجية النيوزيلندية